# 南山镇 (佛山市)
南山镇，是中华人民共和国广东省佛山市三水区下辖的一个行政建制镇。
南山镇位于广东省佛山市最北端，与四会市、清远市清新区接壤，总面积115.62平方公里，常住人口2.7万，户籍人口2.3万（含归侨侨眷2636人）。下辖1个村委会（六和）、4个社区居委会（漫江、东和、择善、禾生），自然村150条。
南山镇地理位置优越，对外交通便捷，大佛山交通网纵一路和珠外环贯镇而过，距广州白云国际机场、佛山沙堤机场、广州火车站、三水港车程均在40分钟车程内。南山镇具有良好的生态环境、深厚的文化底蕴、丰富的旅游资源，辖区内有大南山、南丹山、九道谷等旅游景点，是佛山市著名的乡村旅游度假区。2011年，南山镇荣获“中国绿色名镇”称号，是佛山市唯一获此殊荣的镇街。

## 行政区划
南山镇下辖以下地区：
漫江社区、择善社区、东和社区、禾生社区和六和村。

## 发展规划
2012年，南山镇围绕区委、区政府战略定位，结合南山实际，找准发展方向，清晰定位，依托优美的生态环境、丰富的自然资源、特有的国有土地等有利条件，充分发挥后发优势，以“生态立镇、产业强镇、科农兴镇”为理念，打造“养生福地，精品名城”，重点发展生物科技和食品饮料产业、旅游装备制造产业、生态休闲度假旅游业，全力将南山建设成为珠三角北部的经济强镇。经过2012年定思路、打基础，南山已经转入破难题、抓落实、见成效，全面提速的发展阶段。南山镇在招商引资上持续发力，先后引入乐华公司、广东福贞金属包装有限公司、东美达公司、森丹纺织等大型优质项目。
未来，南山镇将继续通过“优环境、强产业、建新城、惠民生”等措施，打造南山“养生福地 精品名城”：一是优环境，筑牢产业发展和城市建设基础。加快南山大道建设步伐，打通南山交通大动脉；继续启动道路亮化绿化美化工程，努力创建南山镇成为省级生态镇。二是强产业，积极建设珠三角北部经济强镇。提升完善原有工业园区配套，扩大发展空间；激活A区土地存量，加强企业转型升级，重点引入生物科技、食品饮料产业；启动工业园C区建设；同时加快完成农业园区的基础设施建设，引进公司或专业户发展农业品牌经济，实现农民增收致富。三是建新城，全力打造“养生福地 精品名城”。启动漫江河筑坝蓄水项目，打造“一河两岸”滨水宜居山水新城；统筹推进新客运站、商业广场、企业高管社区、农贸综合商城、公园广场、生活小区等建设工作。四是惠民生，努力开创幸福和谐新南山局面。积极加强与上级相关部门沟通联系，全力推进华侨农场危房改造工程；积极推进民生工程建设，推进建设村村通自来水工程，解决群众饮用水安全问题。